# Gasterogrimmia crinita
Gasterogrimmia crinita là một loài Rêu trong họ Grimmiaceae. Loài này được (Brid.) Buyss. mô tả khoa học đầu tiên năm 1883.